# Dänische Badmintonmeisterschaft 2002
Die Dänische Badmintonmeisterschaft 2002 fand am 2. und 3. Februar 2002 in Haderslev statt. Es war die 72. Austragung der nationalen Titelkämpfe im Badminton in Dänemark.

## Titelträger
| Disziplin    | Sieger                                                |
| ------------ | ----------------------------------------------------- |
| Herreneinzel | Peter Gade, Gentofte BK                               |
| Dameneinzel  | Camilla Martin, Gentofte BK                           |
| Herrendoppel | Jens Eriksen, Hvidovre BC Martin Lundgaard, Værløse   |
| Damendoppel  | Jane F. Bramsen Ann-Lou Jørgensen, Kastrup-Magleby BK |
| Mixed        | Michael Søgaard Rikke Olsen, Kastrup-Magleby BK       |